# Kruttika Nadig
Kruttika Nadig est une joueuse d'échecs indienne née le 17 février 1988, grand maître international féminin et championne d'Inde en 2008.

## Biographie et carrière
Kruttika Nadig remporta le championnat indien en décembre 2008 avec 8 points sur 11, puis reçut le titre de grand maître international féminin en 2009.
Elle remporta le tournoi zonal féminin de New Delhi en août 2009, ce qui lui permit de participer au championnat du monde féminin d'échecs 2010 disputé à Antakya où elle fut éliminée au premier tour par sa compatriote Dronavalli Harika.
Kruttika Nadig participa au championnat du monde d'échecs par équipes féminines en septembre 2009, marquant 1,5 points sur 4 comme échiquier de réserve (remplaçante).
Elle représenta l'Inde au Championnat d'Asie d'échecs des nations en décembre 2009 et l'équipe indienne finit deuxième de la compétition et elle remporta une médaille d'argent individuelle comme échiquier de réserve (remplaçante).